# Понтон (плавзасіб)

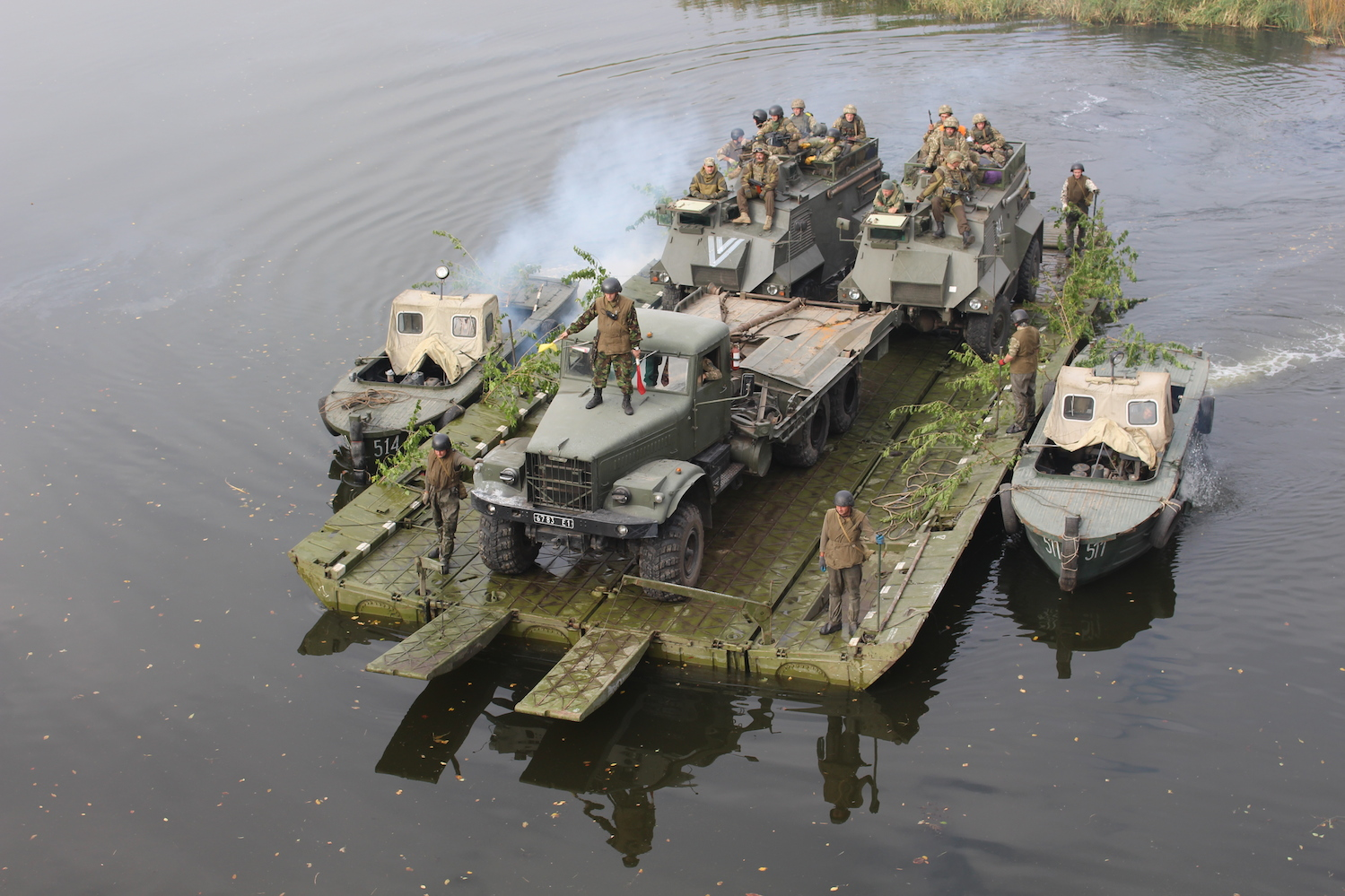
Переправа на понтоні вояків 25-ї ОПБр під час навчань

Понто́н (фр. ponton, від pont — «міст») — плавуча опора для кранів, копрів, причалів, наплавних мостів; використовується і як засіб переправи.

## Опис
Плоскодонне судно чи пліт для утримання на плаву важких сталевих структур при їхньому буксируванні на місце складання. Служить для підтримки на воді тягарів (кранів, копрів і т п.), або є опорою наплавних мостів. Понтон призначений для формування причальної лінії на базах-стоянках.
Оскільки конструктивно понтон є несамохідним плавзасобом з позитивною плавучістю, то може використовуватися як плавуча опора для різноманітних плавучих конструкцій в морській або річковій сферах, наприклад — плавдок, плавкран, причальна споруда, плавресторани, плавготель тощо.
У XVII—XIX століттях понтон розглядався як плавконструкція для формування переправ, а службовець при понтонах іменувався понтоне́р.
Типовим варіантом найпростішого понтона є дві пов'язані між собою порожнисті закупорені бочки.

## Різновиди
- Основа кесона — основа кесона чи стабілізуючої колони напівзануреного бурового устаткування, що може наповнюватися баластом для регулювання плавучості або використовуватися для збереження промивної води чи палива.
- Понтон опори самопідіймальної морської основи — циліндричне пристосування, загострене на одному кінці, приєднане до підошви кожної ферми опорного блока самопідіймального бурового устаткування, загострений кінець понтона опори проникає в морське дно і сприяє стабілізації устаткування протягом усього періоду буріння.
- Понтон резервуарний — плавучий екран, що забезпечує відділення продукту, який зберігається в резервуарі, від газового простору резервуара. Використовується для зменшення втрат нафти та нафтопродуктів від випаровування (так званих великих і малих «дихань» і зворотного «видиху») із резервуарів зі стаціонарним покриттям. Ефективність застосування понтонів залежить від коефіцієнта оборотності резервуара.